# Tresko – Der Maulwurf
Der Maulwurf ist ein deutscher Kriminalfilm von Hartmut Griesmayr nach einem Drehbuch von Mario Adorf, Peter Zingler und Ecki Ziedrich aus dem Jahr 1996. Es handelt sich um den Pilotfilm der Sat.1-Kriminalfilmreihe Tresko mit Mario Adorf als Kunstsachverständigen Joachim „Jo“ Tresko in der Titelrolle.

## Handlung
Der Kunstsachverständige Joachim „Jo“ Tresko arbeitet beim Bundesnachrichtendienst. Er wird nach enthüllenden Pressemitteilungen bezichtigt, seiner Ehefrau Katrin, die als Journalistin arbeitet, Insider-Wissen zukommen lassen zu haben. Anscheinend gibt es in Treskos Kreisen einen „Maulwurf“, der dieses brisante Wissen an die Presse weitergegeben hat. Obwohl er selbst auch von seinem Vorgesetzten verdächtigt wird, wird er beauftragt, den besagten „Maulwurf“ zu finden und zu entlarven.

## Kritik
Die Kritiker der Fernsehzeitschrift TV Spielfilm zeigten mit dem Daumen zur Seite und vergaben für Anspruch, Action und Spannung einen von drei möglichen Punkten.